# Shinkaia crosnieri
Shinkaia crosnieri is een tienpotigensoort uit de familie van de Munidopsidae. De wetenschappelijke naam van de soort is voor het eerst geldig gepubliceerd in 1998 door Baba & Williams.